# Stazione di Albuzzano
Stazione di Albuzzano vasútállomás Olaszországban, Lombardia régióban, Albuzzano településen.

## Vasútvonalak
Az állomást az alábbi vasútvonalak érintik:
- Pavia–Mantua-vasútvonal

## Kapcsolódó állomások
A vasútállomáshoz az alábbi állomások vannak a legközelebb:
- Stazione di Belgioioso
- Stazione di Motta San Damiano